# Microtendipes microsandulum
Microtendipes microsandulum är en tvåvingeart som beskrevs av Jean-Jacques Kieffer 1915. Microtendipes microsandulum ingår i släktet Microtendipes och familjen fjädermyggor.
Artens utbredningsområde är Tyskland. Inga underarter finns listade i Catalogue of Life.